# 川島つゆ
川島 つゆ（かわしま つゆ、1892年1月10日 - 1972年7月24日）は、国文学者、俳人。
埼玉県出身。本名は以志。俳号は露石。三輪田高等女学校（現・三輪田学園中学校・高等学校）卒。沼波瓊音に俳句を学ぶ。別府大学教授、梅花女子大学教授。一茶、芭蕉、女流俳人などを研究。

## 著書
- 『一茶俳句新釈』紅玉堂書店 1926
- 『玟瑰』境地発行所 1927
- 『一茶の種々相』春秋社 1928
- 『銀の壷』交蘭社 1935
- 『芭蕉七部集俳句鑑賞』春秋社 1940
- 『加賀の千代女』小學館 1942
- 『一茶おじさん』小學館・少國民シリーズ 1947
- 『俳聖松尾芭蕉』四本文雄絵 学芸図書出版社・少年少女図書館文庫 1952
- 『おらが春新解』明治書院 1955
- 『女流俳人』明治書院 1957
- 『一茶さん』川上四郎絵　小学館の幼年文庫 1958
- 『カンナの頬かぶり 川島つゆ随筆集』別府大学文学部国文学研究室 1960
- 『良寛』編 川上四郎絵 小学館・ジュニア版伝記全集 1964

## 校注
- 『日本古典文学大系 一茶集』岩波書店 1959年

## 参考
- デジタル版日本人名大事典: